# Henri le Lion
Henri le Lion (en allemand : Heinrich der Löwe), né vers 1129/1131 et mort le 6 août 1195 à Brunswick en Saxe, est un prince de la dynastie des Welf ( «Guelfes» en français) qui fut duc de Saxe (sous le nom de Henri III) à partir de 1142 et duc de Bavière (sous le nom de Henri XII) à partir de 1156 jusqu'en 1180.
À son époque, le duc Henri est le plus riche et le plus puissant des nobles germaniques et joue un rôle clé dans le couronnement de son cousin Frédéric Barberousse en tant que roi des Romains en 1152. Il sait profiter du soutien de la dynastie royale des Hohenstaufen pour se créer une position dominante sur une bonne partie du Saint-Empire ; il institue le centre de son pouvoir à Brunswick et y fait édifier son château fort et une collégiale (Dom). Le duc choisit le lion comme emblème et disposa un lion en bronze (Braunschweiger Löwe) devant sa résidence (plus tard mis à l'abri au musée et remplacé par une copie).
Toutefois, les relations avec Frédéric Barberousse se détériorent considérablement à la suite du refus de Henri de soutenir l'empereur en conflit avec les cités lombardes. Après la sévère défaite de Legnano en 1176 et l'accord de paix forcé avec le pape Alexandre III, Henri est renversé et passe ensuite quelques années en exil en Angleterre.
Par son plus jeune fils Guillaume, il est l'ancêtre direct de la reine Victoria.

## Biographie

### Origine

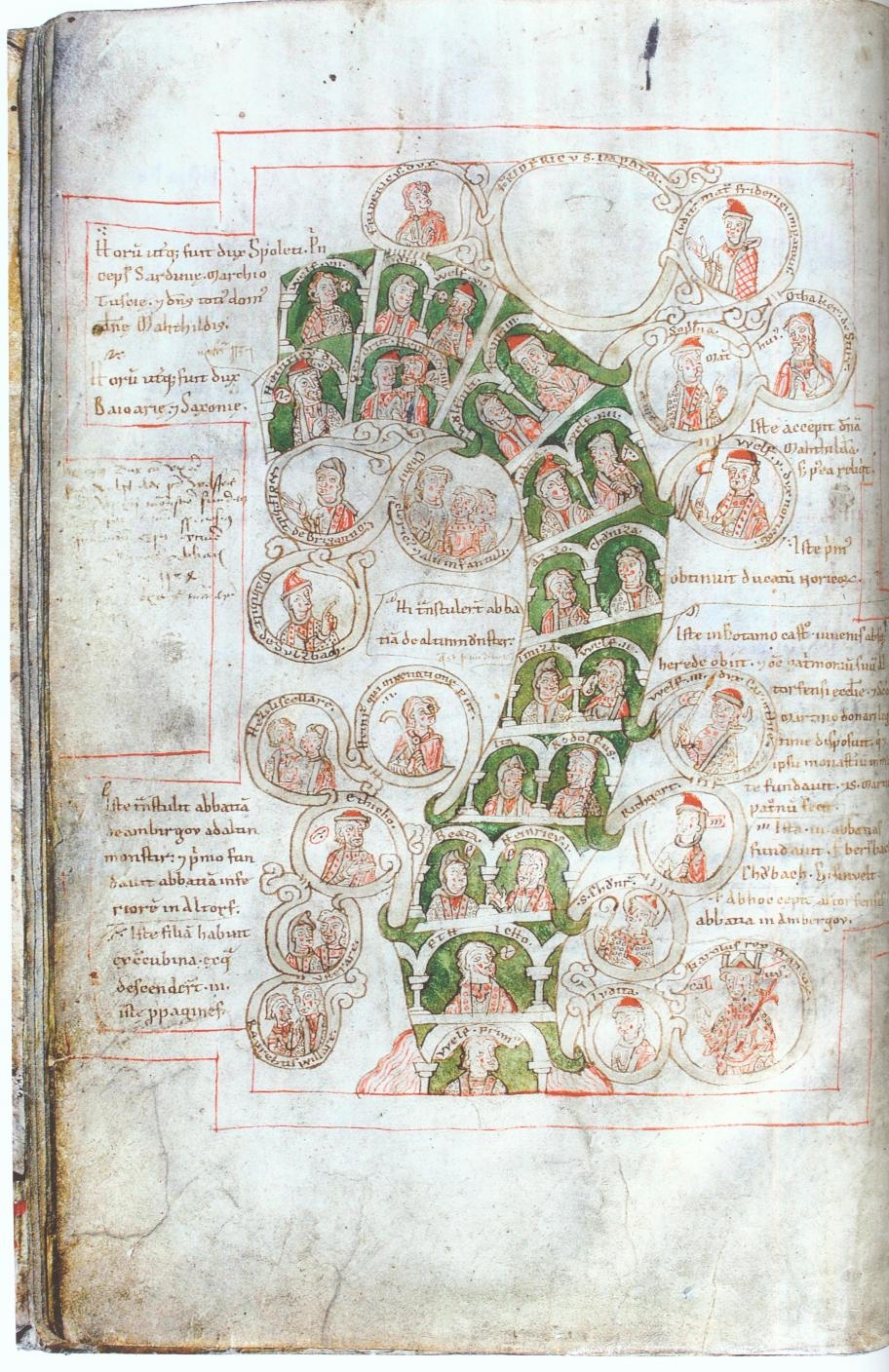
Le pedigree des Welf (XIIe siècle).

La famille d'Henri, les Welf ou Guelfes, est une dynastie germanique remontant à l'époque carolingienne, leurs ancêtres sont déjà apparus au VIIIe siècle. En 819, la noble Judith de Bavière, fille du comte Welf Ier, est mariée à l'empereur Louis Ier le Pieux ; sa sœur Emma épouse en 827 son beau-fils Louis II de Germanie. Une branche de la dynastie règne sur le royaume de Bourgogne (Arles) jusqu'en 1032. La branche mâle des Welf s'éteint en 1055, à la mort de Welf III, duc de Carinthie. Le fils de sa sœur Chuniza et du margrave Alberto Azzo II d'Este hérite de ses possessions allemandes et reprend le nom dynastique de Welf Ier de Bavière. La branche de la maison d'Este qu'il fonde est également appelée désormais la maison de Brunswick ou la « nouvelle maison guelfe ou Welf ».
Le grand-père d'Henri le Lion, le duc Henri IX de Bavière, a épousé Wulfhilde, fille de Magnus Billung, duc de Saxe. Il acquiert ainsi, après la mort de son beau-père en 1106, des vastes domaines saxons des Billung autour de Lunebourg. En 1123, l'évêque Conrad de Constance (mort en 975), issu de la maison des Welf, est canonisé, contribuant à renforcer la réputation de la famille. Une fille du duc Henri IX, Judith, se marie au duc Frédéric II de Souabe de la maison de Hohenstaufen, le père de Frédéric Barberousse. Toutefois, en 1125, lorsque Frédéric II se porté candidat au trône du roi des Romains, son beau-père Henri ne le soutient pas. On élit au contraire le duc saxon Lothaire de Supplinbourg qui a donné sa seule fille Gertrude à Henri le Superbe, fils du duc Henri IX. De cette union, nait Henri le Lion.
Henri le Lion obtient sa grande fortune en grande partie en combinant ce qu'il reçoit de ses quatre grands-parents. Sa mère, Gertrude de Saxe, fille de l'empereur Lothaire et de Richenza de Nordheim, est héritière des territoires saxons de Northeim et des Brunonides autour de Brunswick et Königslutter. Son père Henri le Superbe est depuis 1126 duc de Bavière ; considéré comme un successeur des Billung, il est également inféodé avec le duché de Saxe par l'empereur Lothaire, jusqu'à la veille de sa mort en 1137. Toutefois, ses espérances de la succession au trône sont amèrement déçues : Conrad III de Hohenstaufen, frère cadet du duc Frédéric II de Souabe est élu par une assemblée des princes à Coblence en 1138, dirigée par l'archevêque Albéron de Trèves. Henri le Superbe se montre orgueilleux, il refuse de rendre hommage et tombe en disgrâce.

### Son règne
Le père d'Henri le Lion meurt en 1139 quand il est lui-même encore un enfant, et le nouveau roi Conrad III ne donne pas immédiatement les deux duchés à Henri. Il remet le fief bavarois au margrave Léopold IV d'Autriche, son demi-frère de la maison de Babenberg. La Saxe est donnée au margrave Albert l'Ours de la maison d'Ascanie, fils de la fille plus jeune du dernier duc Billung, Magnus. Le frère cadet de Henri le Superbe, Welf VI, prend en main la défense des intérêts du son neveu mineur, Henri le Lion, et de la famille tout entière. Ses droits sur les duchés de Bavière et de Saxe sont représentés par sa grand-mère Richenza, veuve de l'empereur Lothaire, puis par sa mère Gertrude.

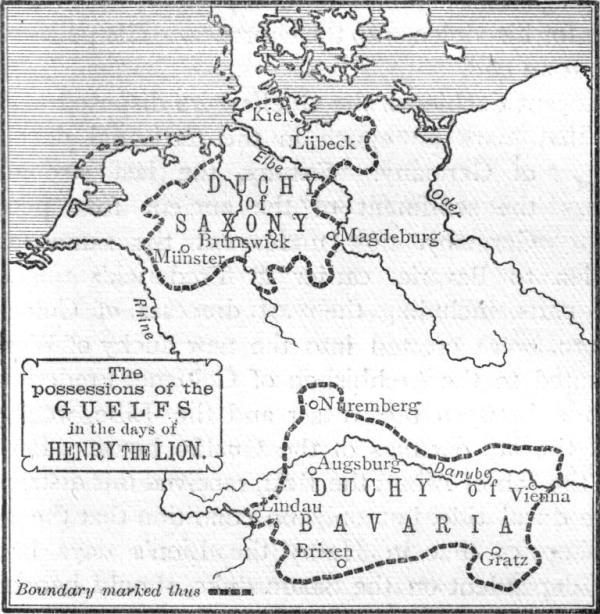
Les duchés de Saxe et de Bavière sous le règne d'Henri le Lion.

Albert l'Ours est en butte à des difficultés en Saxe et n'arrive pas à s'imposer contre la résistance de la noblesse. En Bavière, l'oncle d'Henri, Welf VI, lutte contre le duc Léopold de Babenberg. Finalement, une compensation est réalisée à la diète de Francfort-sur-le-Main en 1142 : Albert renonce à la Saxe qui est cédée à Henri le Lion ; Henri lui-même renonce à ses droits sur la Bavière qui passe au frère de Léopold, Henri II Jasomirgott. La mère d'Henri, Gertrude, épouse Henri II, toutefois, elle meurt peu après. La Bavière reste de faire l'objet de revendications des Welf ; néanmoins, le conflit est ajourné pendant après le départ de Conrad III pour la deuxième croisade en 1147.
En même temps, une autre « croisade » contre les slaves occidentaux (« Wendes ») est entreprise par Henri le Lion, conjointement avec le duc Conrad Ier de Zähringen et avec le soutien de l'abbé Bernard de Clairvaux. Leurs forces envahissent le territoire des païens Abodrites au nord-est de la Saxe, toutefois, la campagne s'arrête en raison d'un alliance militaire que le prince slave Niklot a conclu avec le comte Adolphe II de Holstein. En 1148/1149, Henri le Lion épouse la fille de Conrad de Zähringen, Clémence ; trois enfants sont nés de leur mariage, dont seulement Gertrude a survécu, la future épouse du duc Frédéric IV de Souabe.
En 1160, avec l'aide du burgrave Gosselin de Hagen, l'ancêtre des comtes de Schwerin, il conquiert les châteaux des Abodrites à Kutin, à Malchow et à Mecklenburg. Niklot est tué à sa résidence de Werle (près de Kassow), ses fils Pribislav et Vratislav prennent la fuite. Le moine Bernon évangélisa le pays. Toutefois en 1167 la plus grande partie doit être restituée à Pribislav, le fils de Niklot, qui devient seigneur de Mecklembourg et un vassal du duc de Saxe. Henri lui-même ne conserve que le château de Schwerin qu'il fait reconstruire. Henri le Lion est un prince colonisateur qui entre 1160 et 1170, installe des Flamands, des Hollandais, des Westphaliens et des Bas-saxons en Mecklembourg et en Holstein oriental. Cette « Saxe coloniale » est une expansion directe des domaines ducaux et non de l'Empire.

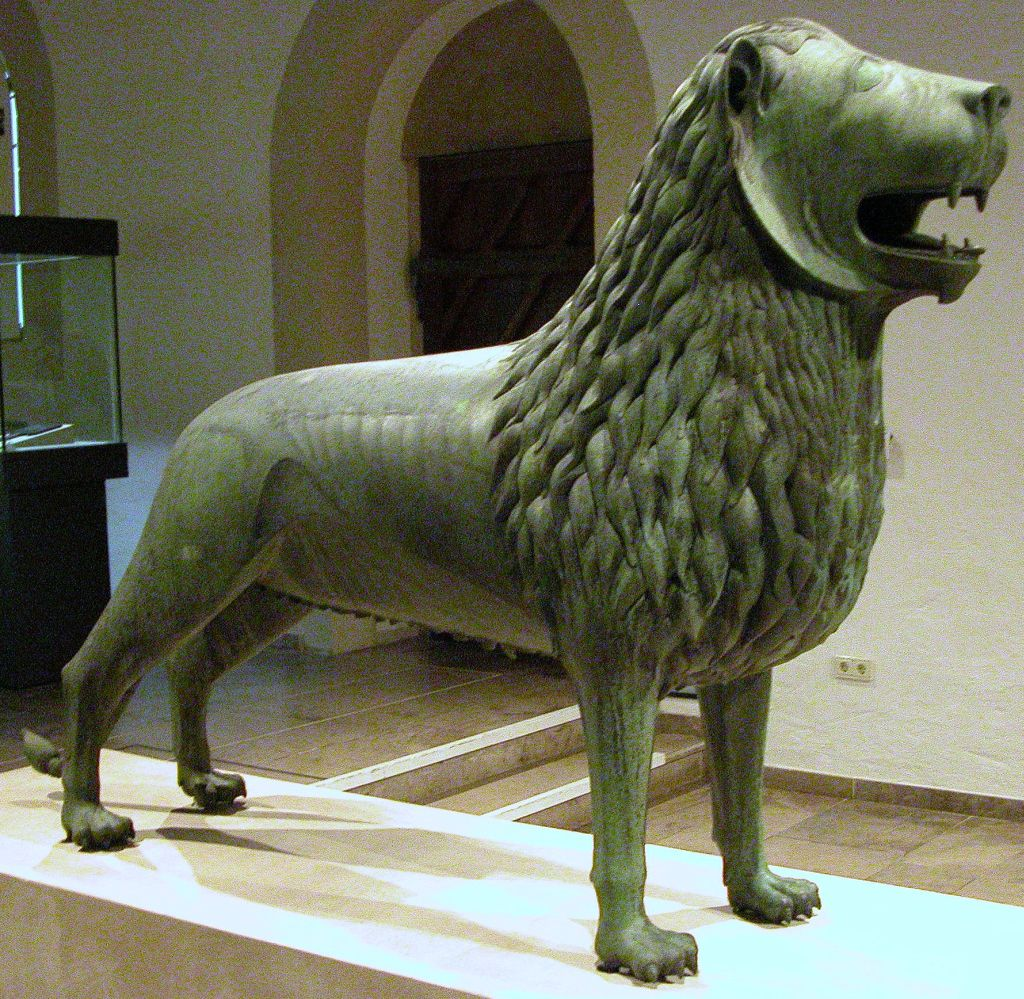
Le lion de Brunswick, bronze coulé de 1176, image du protectorat guelfe sur la Louve romaine.

Henri est le fondateur de Munich (1157/58 ; München) et Lübeck (1159) ; et de bien d'autres villes fondées ou développées comme Brunswick, Lunebourg et Stade. Henri fit de Brunswick la capitale de la principauté qui équivalait à un royaume. En 1166, un lion en bronze, la première statue de ce métal au nord des Alpes, y est érigé dans la cour du château, près de la collégiale Saint-Blaise de Brunswick.

### Sa chute
Dans les années 1160 déjà, les conflits entre l'empereur et le duc commencent à s'aggraver. L'État que contrôle le grand féodal du Nord et qui s'étend du Tyrol jusqu'à la mer Baltique est trop vaste pour ne pas inquiéter l'empereur.
En 1167, pendant la campagne de Barberousse en Italie, le duc Frédéric IV de Souabe et de nombreux nobles au sein de l'armée impériale succombent à une épidémie après l'occupation de Rome. Le prince héritier Welf VII, cousin de Henri, est également parmi les morts et le duc réclame l'expectative de l'héritage des Guelfes ou Welf en Haute-Souabe. Toutefois, son oncle Welf VI, père de Welf VII décédé, à court d'argent réclame en contrepartie le versement d'une forte somme et, après qu'Henri ait délibérément retardé le paiement, choisit donc de céder progressivement ses domaines à l'empereur.
À la même période, en mars 1167, de nombreuses cités italiennes forment la Ligue lombarde visant à contrecarrer les ambitions hégémoniques de l'empereur germanique. En matière de lutte contre les rebelles, Henri n'est pas un grand soutien ; le conflit éclate lors d'une nouvelle campagne en 1175. Au début de l'an 1176, le duc déclare expressément son refus d'aider Frédéric pour mener une expédition en Lombardie. Les détails de la rencontre de ces deux, probablement à Chiavenna près de la frontière italienne, ne sont pas entièrement élucidés. Selon certaines sources, l'empereur tombe à genoux devant Henri et le supplie de lui apporter son aide. En vain, car il n'accepte pas la condition qui lui est imposée pour obtenir la riche ville de Goslar et les mines de Rammelsberg. Le chroniqueur Arnold de Lübeck rapporte toutefois que le duc en mentionnant son âge avancé, accepte d'apporter une aide financière. Le refus a des conséquences graves : la Ligue remporte la victoire de Legnano ; Frédéric est contraint de signer la paix de Venise avec le pape en 1177 et les villes lombardes obtiennent la reconnaissance de leurs libertés.
En 1179, Henri n’apparaît pas aux plusieurs Hoftag rassemblements de l'empereur ; c'est cette insubordination que l'empereur ne peut pas tolérer qui est le prélude de la chute du duc. À l'assemblée de Magdebourg en juin, le margrave Thierry II de Lusace intente une action en justice contre le Lion et l'invite en duel. Avec le soutien des princes, le duc est soumis à un procès féodal, condamné à la mise au ban de l'Empire et privé de tous ses biens. Lors de l'assemblée de Gelnhausen le 13 avril 1180, la Saxe est partagée : la partie occidentale, le nouveau duché de Westphalie, est attribuée à l'archevêque Philippe de Cologne, pendant que la partie orientale, l'Ostphalie, est donnée en fief au comte Bernard d'Anhalt, le fils cadet d'Albert l'Ours. En septembre, la Bavière est inféodée peu après au comte palatin Othon de Wittelsbach (ses descendants, les Wittelsbach, gouvernent jusqu'en 1918), tandis que la marche de Styrie est élevée en duché et le comte Berthold IV d'Andechs reçoit le titre de duc de Méranie. L'héritage des Welf en Souabe sont rendus à Welf VI, qui désigne ensuite à sa mort en 1191 comme héritier un fils cadet de Frédéric Barberousse, Conrad II de Hohenstaufen. Ainsi, tous les domaines souabes des Welf passent aux Hohenstaufen. La lignée masculine des Welf, issue d'Henri le Lion, ne conserve que le patrimoine hérité des  Billung, des Northeim et des Brunonides en Saxe.
Henri décide de se défendre, il attaque la ville de Goslar et fait prisonnier le landgrave Louis III de Thuringe. L'empereur doit intervenir pour chasser le Lion de ses possessions du nord-est de la Germanie. Après un autre Hoftag rassemblement à Werla en Saxe, les derniers alliés du duc passent du côté de Frédéric. Lübeck et la Norddalbingie sont conquises au cours de l'été 1181. En novembre, le duc déchu se soumet définitivement ; le 25 juillet 1182, Henri, avec sa femme Mathilde et ses enfants, doivent quitter ses États pour s'exiler trois ans, tout d'abord au duché de Normandie puis, après un pèlerinage à Compostelle, à la cour de son beau-père le roi Henri II d'Angleterre.
La vie courtoise d'Henri le Lion en Angleterre est coûteuse et le roi Henri II s'efforce de lancer le retour au Saint-Empire de son beau-fils. Henri est présent au Hoftag de Mayence en 1184, probablement comme médiateur pour le roi d'Angleterre. Revenu d'exil en septembre 1185, résidant à Brunswick, en juillet 1188 il refuse à nouveau d'accompagner l'empereur sur une croisade et se voit obligé de retourner en exil. Son épouse Mathilde reste à Brunswick où elle meurt le 28 juin 1189. Henri rentre alors ; à partir du comté de Stade, il tente de reconquérir la Saxe sur le duc Bernard en 1190, lorsque l'empereur trouve la mort en chemin vers la terre Sainte. Néanmoins, il échoue à la suite de la mise sur pied des forces du roi Henri VI, fils de Frédéric Barberousse, et le Lion ne lègue à ses héritiers que Brunswick, Lunebourg et Ratzebourg. Son fils Henri de Brunswick accompagne en 1190 le roi Henri VI, devant se faire sacrer empereur à Rome. En 1193, il épouse Agnès de Staufen, cousine germaine de l'empereur avec lequel Henri le Lion se réconcilie, et ses droits sont restaurés en 1194. L'année suivante, Henri de Brunswick succède à son beau-père Conrad en tant que comte palatin du Rhin.
Henri le Lion meurt à Brunswick le 6 aout 1195 et il est inhumé dans la collégiale (Dom) de la ville. Trois ans plus tard, son fils Otton IV est élu roi des Romains ; après une longue lutte pour le trône contre Philippe de Souabe, il est couronné souverain du Saint-Empire en 1209.

## Unions et postérité

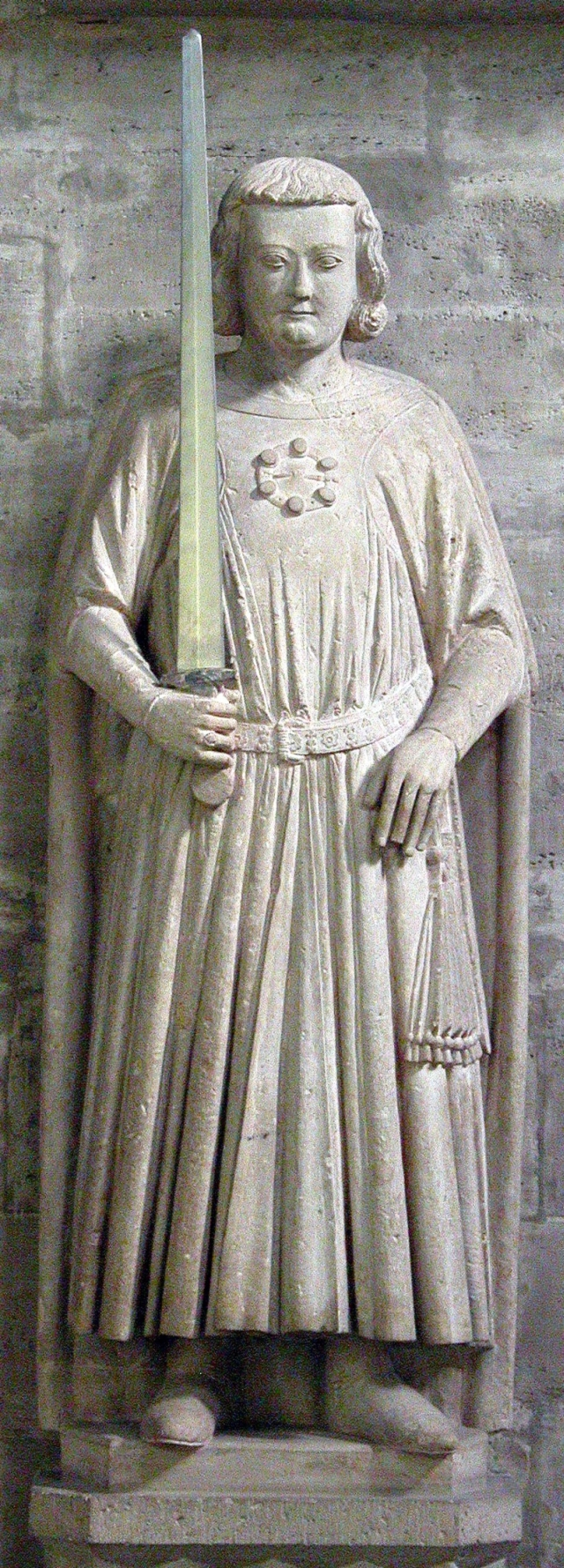
Statue idéalisée du tombeau d'Henri le Lion dans la cathédrale de Brunswick (entre 1230 et 1240).

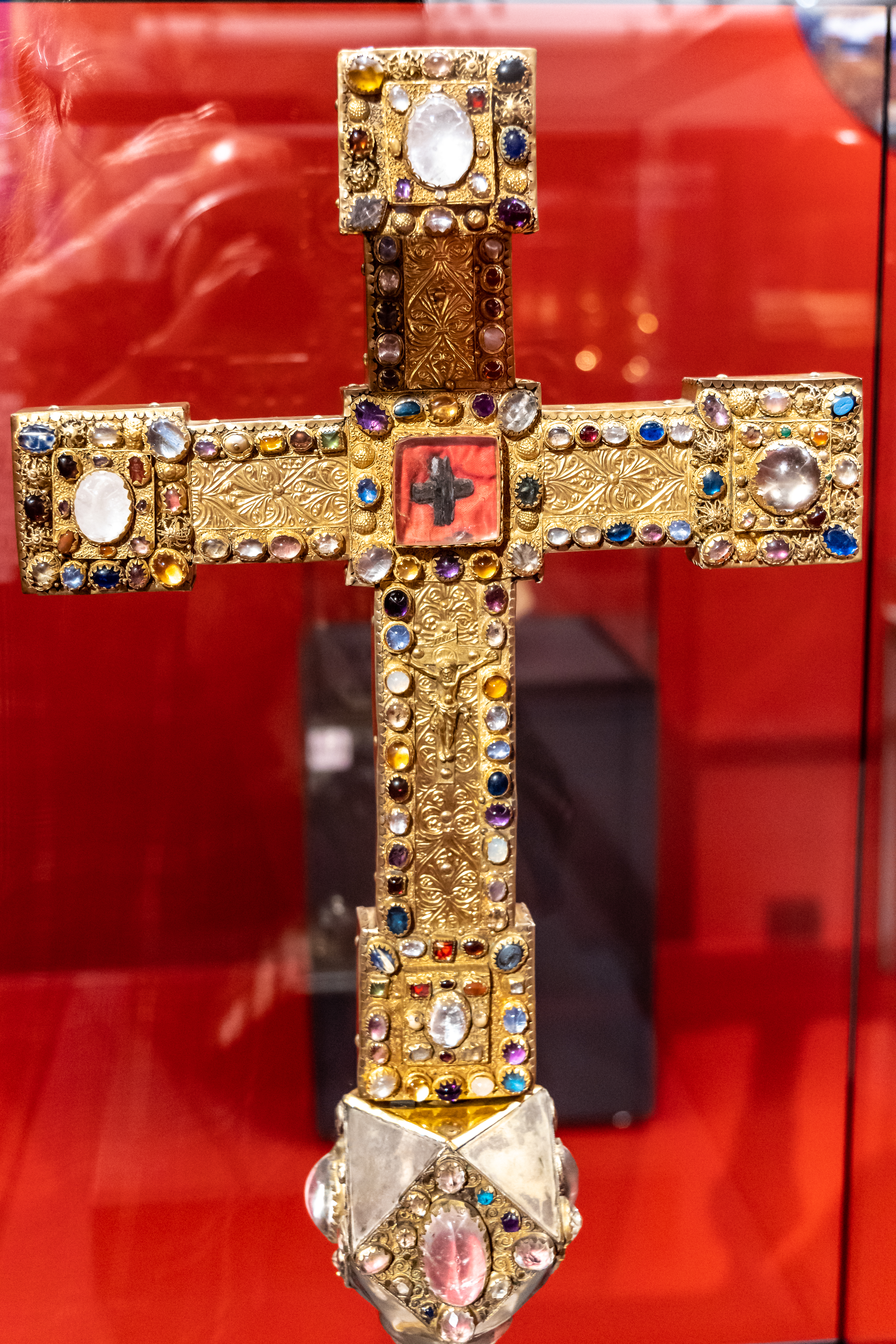
Croix dite de Henri le Lion, vers 1180.

En premières noces, il épousa en 1147 Clémence de Zähringen, avec qui il a trois enfants : 
- Henri, mort jeune accidentellement ;
- Gertrude (née en 1152 ou plus probablement 1155 - †  1197), épouse en 1166 Frédéric IV de Souabe et en 1177 Knut VI de Danemark ;
- Richenza († 1168), fiancée en 1167 à Knut VI de Danemark

Leur mariage est annulé en 1162.
Le 1er février 1168 il épouse en secondes noces Mathilde d'Angleterre (1156-1189), fille de Henri II (1133-1189), roi d'Angleterre, et d'Aliénor (1122-1204), duchesse d'Aquitaine. Elle donne naissance à six enfants :
- Richenza (II) dite Mathilde (née en 1172 † 1209/1210) fiancée en 1184 à Guillaume le Lion, roi d'Écosse, elle épouse en 1189 Geoffroy III du Perche et en 1204 Enguerrand III de Coucy ;
- Henri (1173 † 1227), comte palatin du Rhin ;
- Lothaire (né 1174/1175 - † 1190) ;
- Otton IV (1174 † 1218), empereur romain germanique ;
- un fils anonyme né en 1182 † jeune ;
- Guillaume de Lunebourg (1183 † 1214), duc de Lunebourg, tige de la maison de Brunswick.

Par ailleurs il a une fille illégitime :
- Mathilde († 1219), qui épouse Henri Borwin Ier de Mecklembourg.

## Jeu vidéo
La campagne de Barberousse dans Age of Empires II : The Age of Kings montre Henri le Lion, à quelques reprises, comme un allié du joueur (contrôlant Barberousse) qui finit par le trahir, devenant donc un ennemi à vaincre. De plus, la fin de la campagne révèle qu'Henri le Lion était le narrateur de l'histoire.
Henri le Lion est également un personnage jouable dans Crusader Kings III à partir de la date de départ de 1178. Il est décrit de la manière suivante : « rival acharné de l'empereur du Saint-Empire romain (Frédéric Barberousse), Henri était à l'époque le magnat le plus puissant de l'empire, mais son inimitié impériale allait finalement causer sa perte. Pourrez-vous réussir là où le Henri historique a échoué et triompher de votre ennemi juré Hohenstaufen ? »